# Schweinsbrücke (Wismar)

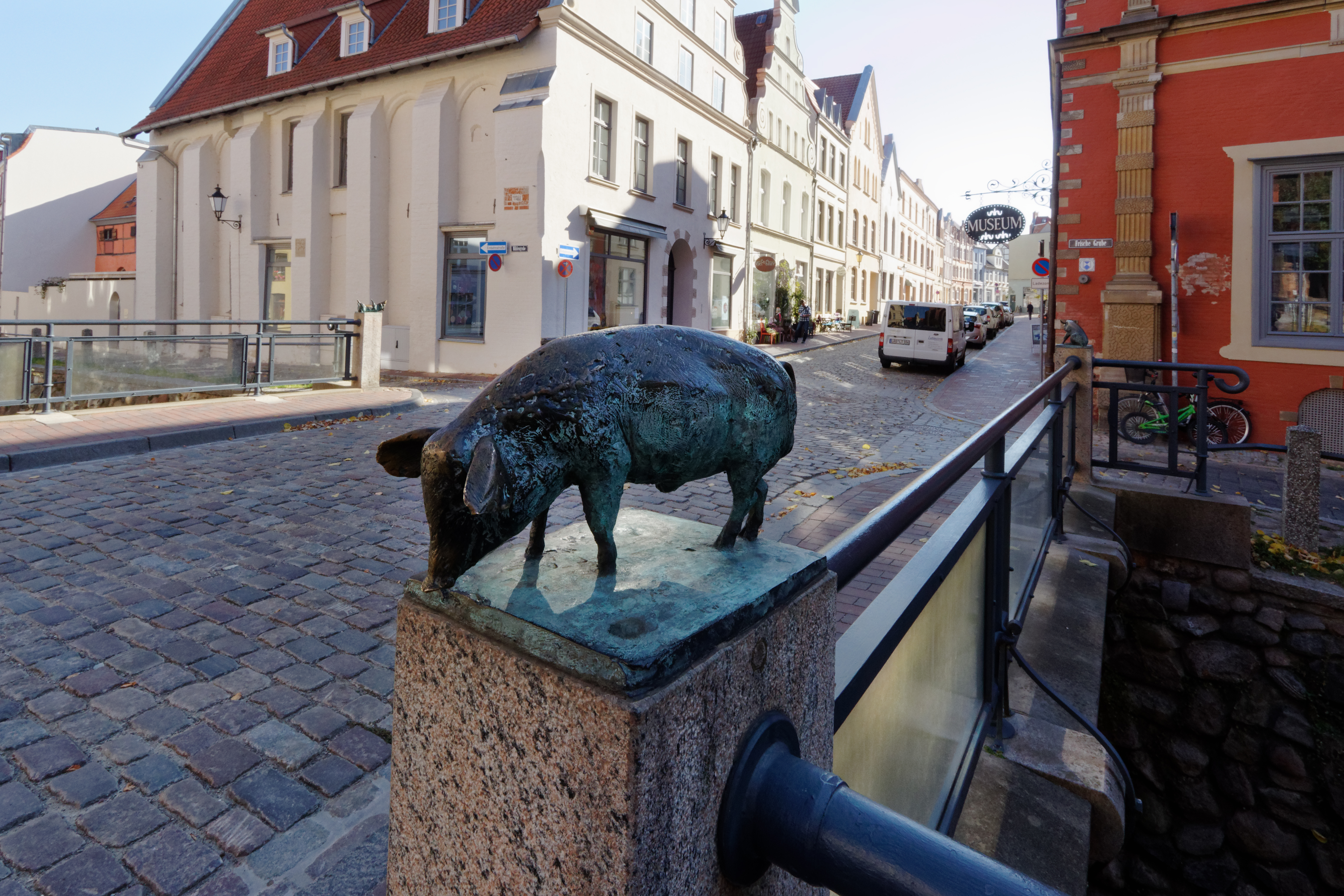
Blick von der gleichnamigen Brücke mit einem der vier Bronzeschweine in die Straße "Schweinsbrücke"

Die historische Straße Schweinsbrücke in Wismar liegt bei der Nikolaikirche nördlich des Zentrums der Altstadt, die wie der Alte Hafen unter dem besonderen Schutz der UNESCO steht, nachdem Wismar 2002 in die Welterbeliste aufgenommen wurde.
Sie führt von den Straßen ABC-Straße / Krönkenhagen / Mühlenstraße bis zu den Straßen Hinter dem Chor / Frische Grube / Mühlengrube und als Brücke über die Grube als künstlicher Wasserlauf.

## Die Straße
Die Straße wurde nach der Brücke benannt (s. unten). Sie wurde um 2012 saniert.

### Gebäude
An der Straße stehen zumeist zwei- bis dreigeschossige Wohn- und Geschäftshäuser. Die mit (D) gekennzeichneten Häuser stehen unter Denkmalschutz.
- Nr. 1–3, Ecke Mühlenstraße: 3-gesch. Eckhaus, 1995 von der Stadt angekauft und weiter veräußert; heute  Hotel mit Gaststätte, das seit über hundert Jahren in Wismar an anderem Ort bestand[3]
- Nr. 2a: 3-gesch. Wohn- und Geschäftshaus
- Nr. 4: 3-gesch. Wohn- und Geschäftshaus (D) mit Treppengiebel
- Nr. 5: 2-gesch. Wohn- und Geschäftshaus mit Café
- Nr. 7: 2-gesch. Wohn- und Geschäftshaus mit Café
- Nr. 6: 3-gesch. barockes Gebäude (D) mit Schweifgiebel, Teil des Museums
- Nr. 6/8: 2-gesch. Schabbellhaus (D) mit viergeschossigem Treppengiebel von um 1569 bis 1571, gebaut nach Plänen des niederländischen Baumeisters Philipp Brandin für den Bierbrauer, Ratsherrn und späteren Bürgermeister Hinrich Schabbell (1531–1600), als Kaufmannshaus (Wohn- und Geschäftshaus) und Brauerei im Stil der Frührenaissance; heute von 2010 bis 2017 saniertes Stadtgeschichtliches Museum der Hansestadt Wismar
- Nr. 9: 2-gesch. barockes Wohn- und Geschäftshaus (D), 3-gesch. geschweifter Giebel mit rundem Abschluss
- Nr. 11, Ecke Mühlengrube: 2-gesch. barockes Wohn- und Geschäftshaus (D), 4-gesch. geschweifter Giebel mit dreieckigem Abschluss; heute Galerie im EG

### Nebenstraßen
Die Nebenstraßen und Anschlussstraßen wurden benannt als ABC-Straße nach der Bezeichnung der Mietshäuser von A bis M bürgerte sich der Name ABC-Straße ein, Krönkenhagen vielleicht nach dem Wort Krome (= Kran oder Hausaufzug), Mühlenstraße seit 1272 erwähnt und benannt nach der seit 1371 städtischen Grubenmühle, Hinter dem Chor nach der Lage zum Chor der im 14. Jh. gebauten backsteingotischen Nikolaikirche, Frische Grube nach dem künstlichen Wasserlauf von 1255 für frisches Wasser sowie Mühlengrube nach dem 1255 belegten künstlichen Wasserlauf mit der Wassermühle.

## Die Brücke
Die Brücke führt über die Abschnitte Mühlen- und Frische Grube der Grube in Richtung der Kirche St. Nikolai. Geschaffen wurde 1989 die detailgetreue Figurengruppe von vier Schweinen auf den Geländerpfosten vom Bildhauer Christian Wetzel. Sie sollen an die Zeiten erinnern, als noch Schweine vom Anger am Poeler Tor über diese Brücke in die Stadt oder zum Markt getrieben wurden, woher die Brücke ihren Namen Schweinsbrücke hat, wie auch die Straße.
Die Brücke wurde im 19. Jahrhundert erbaut, 1994 in Backstein wiedererrichtet. Sie ist mit den vier lachenden Bronzeschweinen ein Touristenmagnet, wie an den abgewetzten Stellen der Bronzefiguren zu sehen ist.

## Galerie

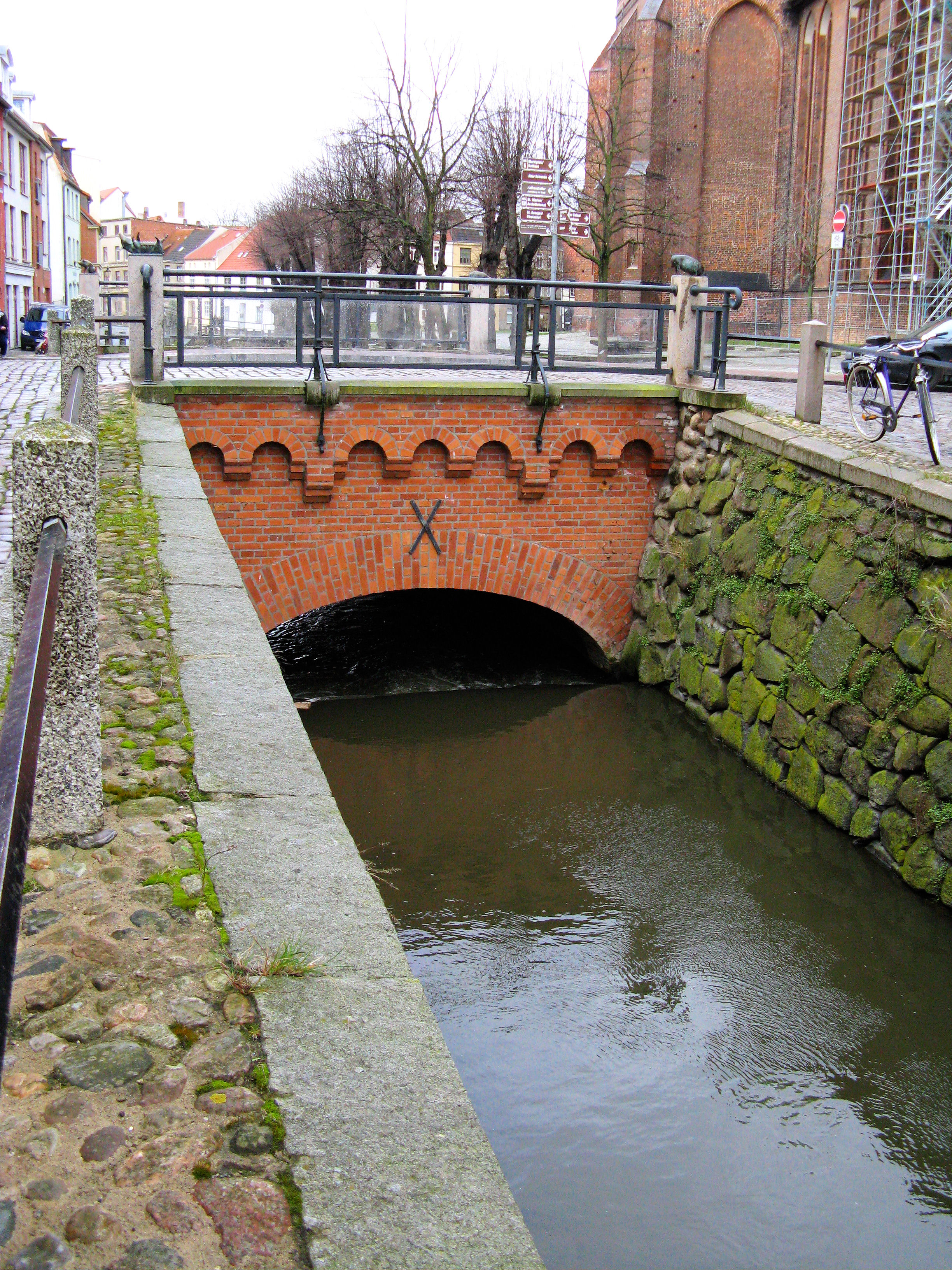
Die namensgebende Brücke über den Mühlenbach
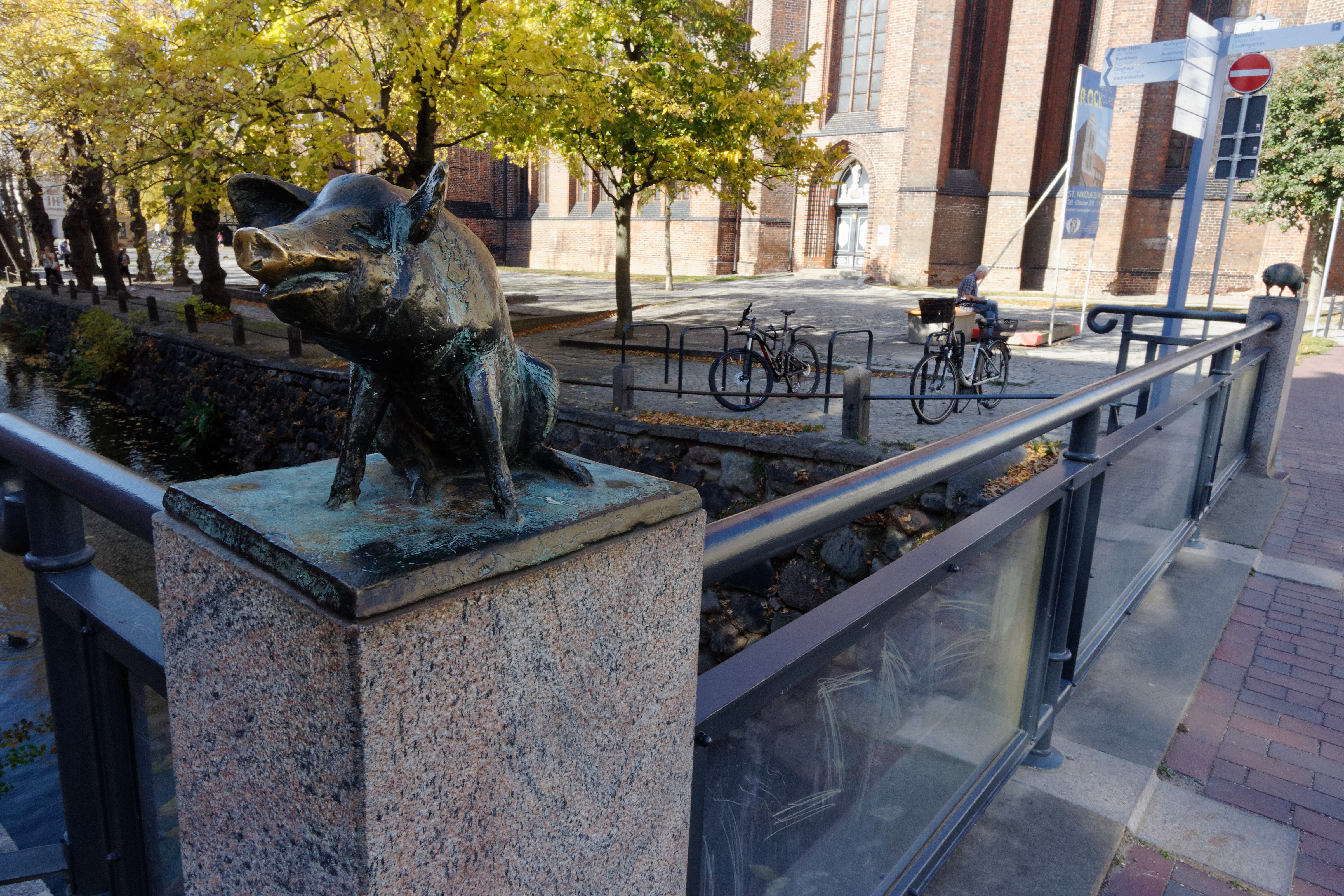
Zwei Schweine der Schweinsbrücke
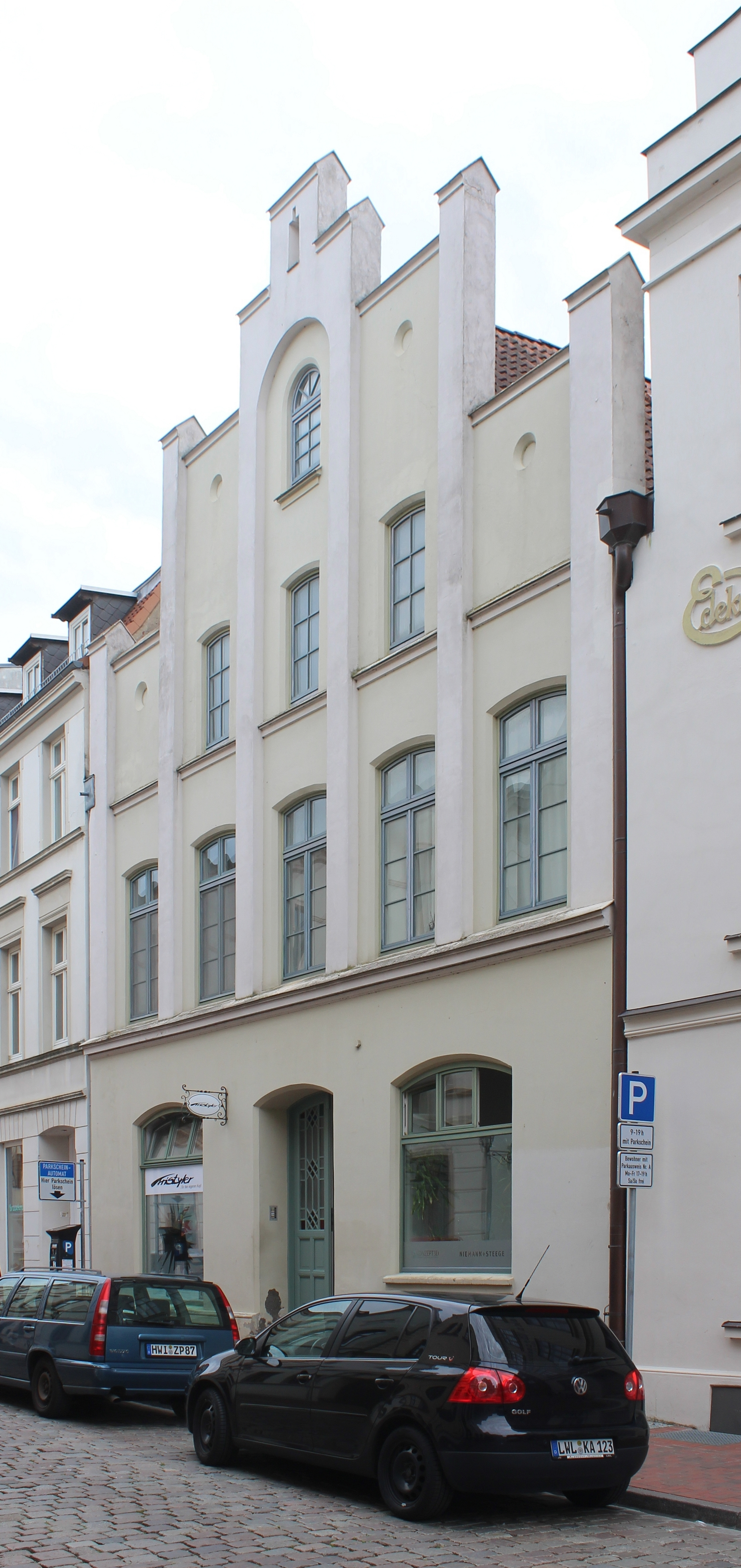
Schweinsbrücke Nr. 4
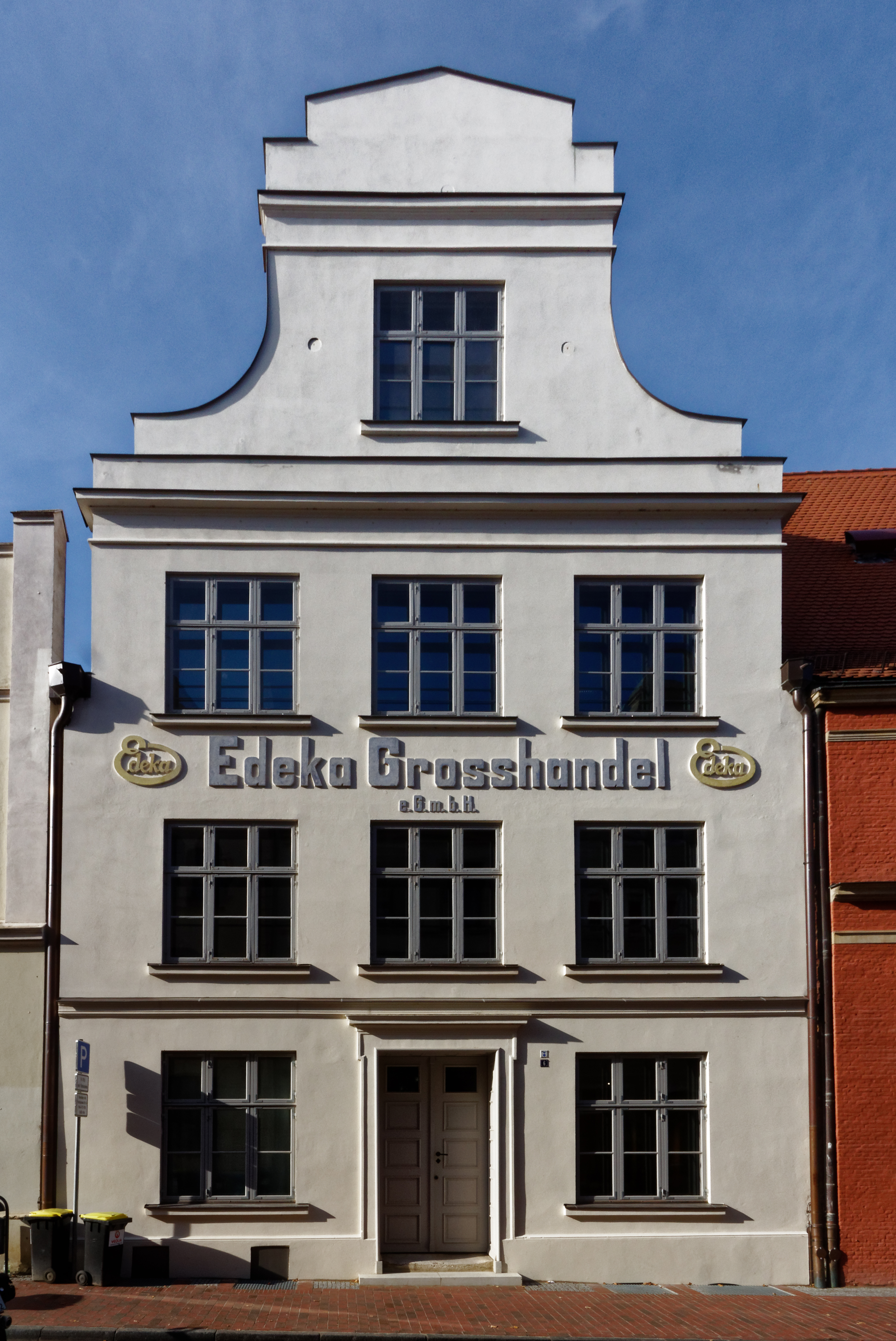
Schweinsbrücke Nr. 6
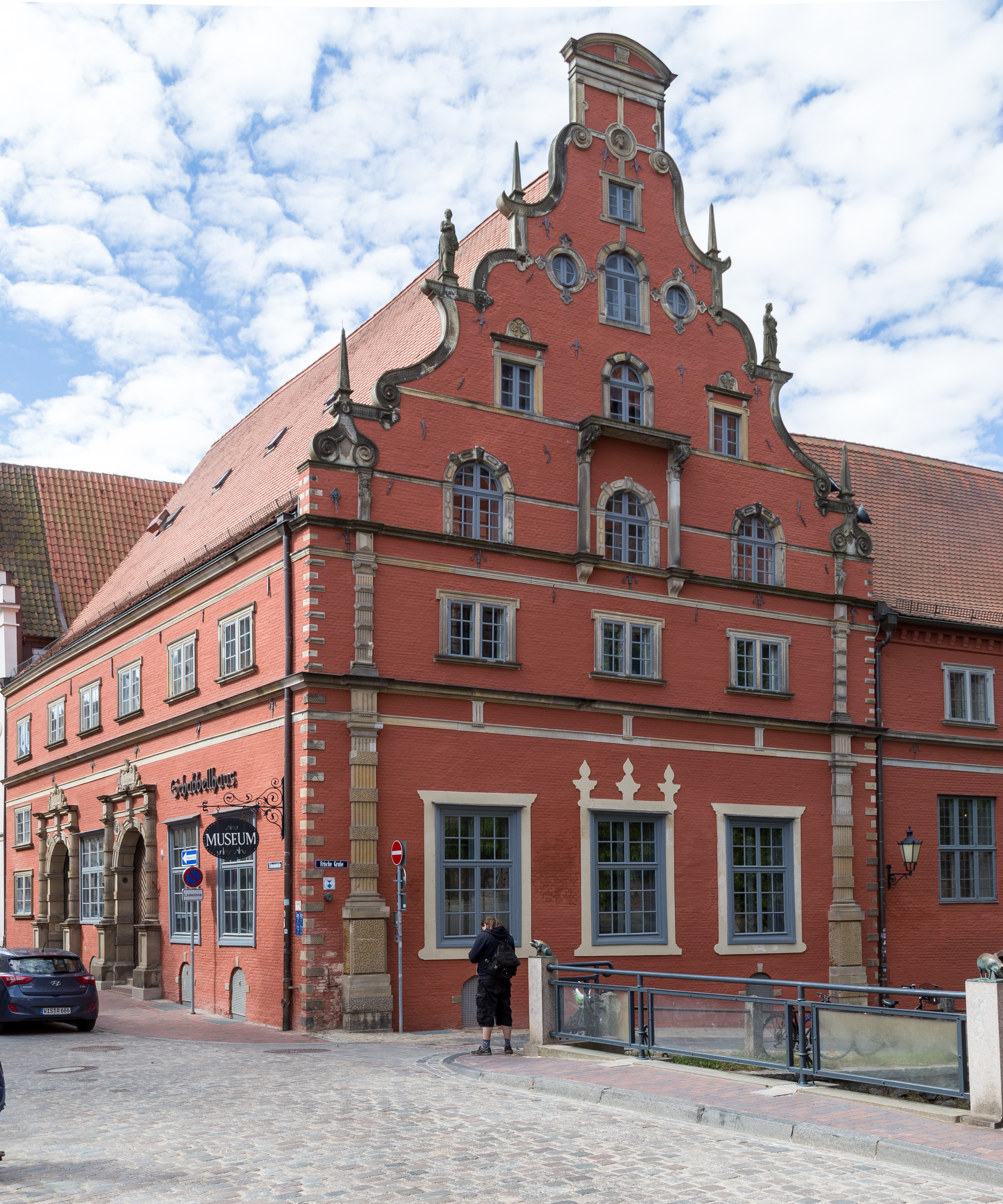
Schweinsbrücke Nr. 6/8 (Schabbelhaus, Stadtgeschichtliches Museum der Hansestadt Wismar)
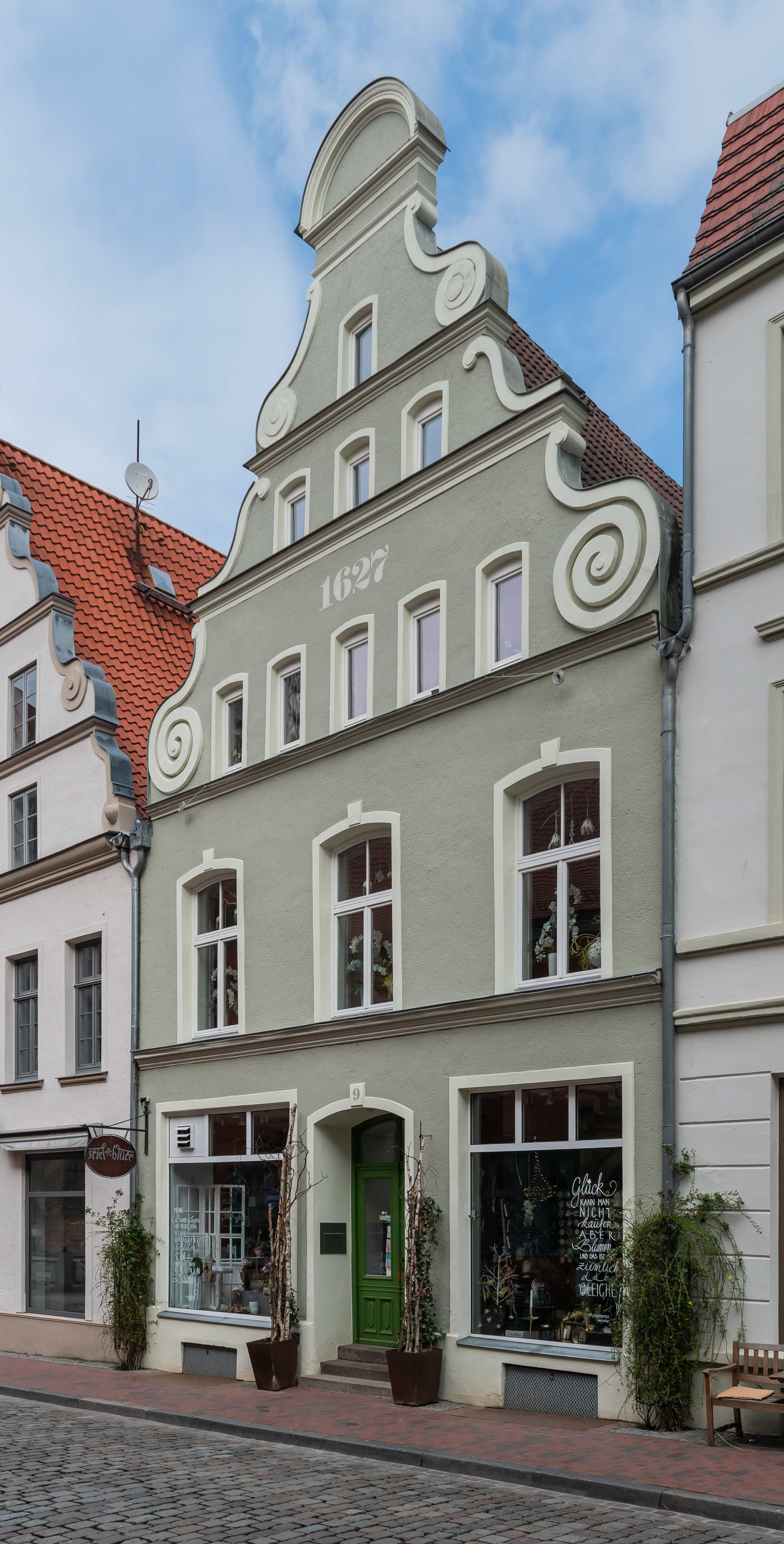
Schweinsbrücke Nr. 9
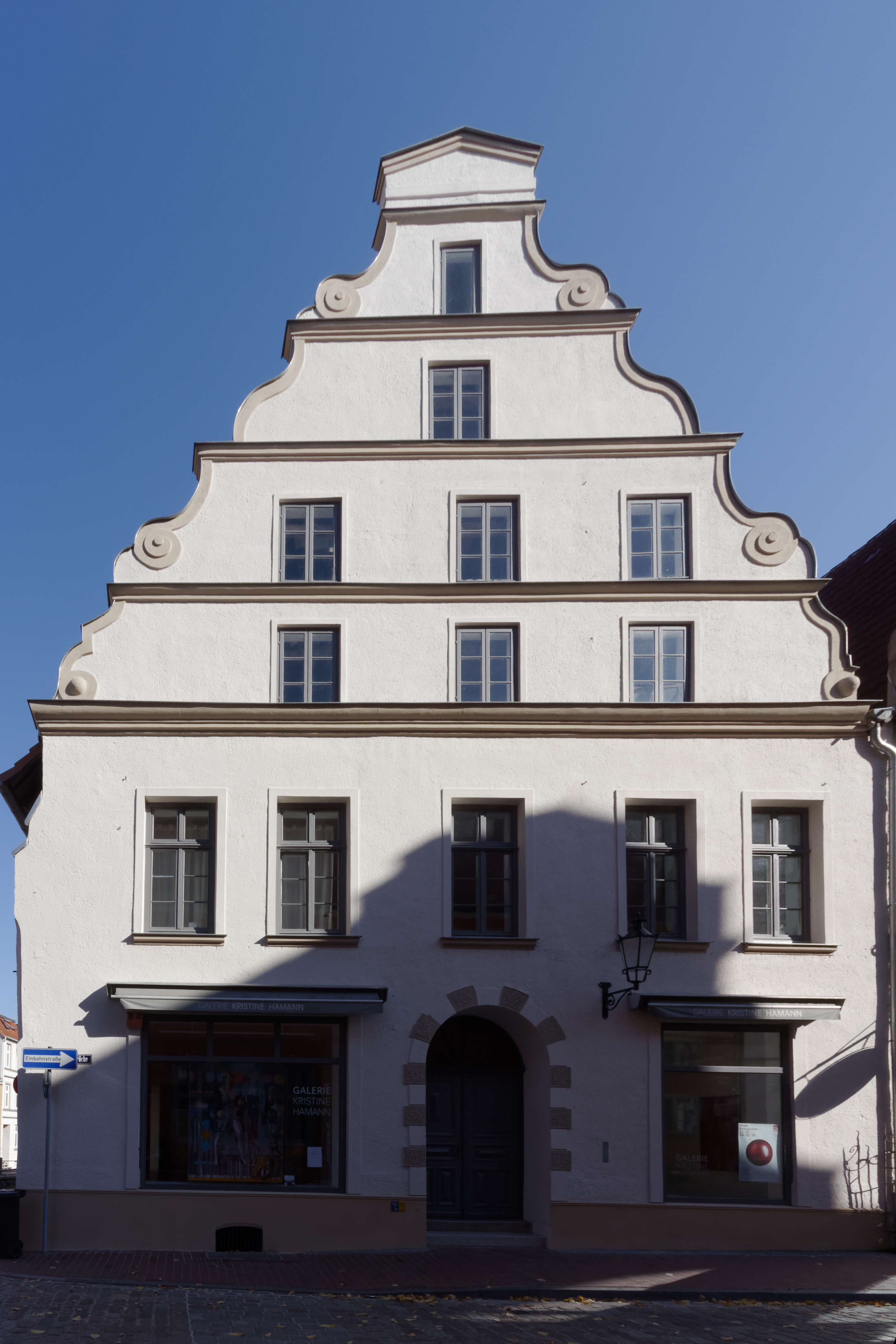
Schweinsbrücke Nr. 11